# Кейтлін Паркер
Кейтлін Паркер (англ. Caitlin Parker; 17 квітня 1996) — австралійська боксерка, призерка юнацьких Олімпійських ігор 2014 і Олімпійських ігор 2024, а також призерка чемпіонату світу.

## Аматорська кар'єра
2014 року стала срібним призером чемпіонату світу серед молоді, програвши у фіналі Ельжбеті Вуйцік (Польща). На літніх юнацьких Олімпійських іграх 2014 знов програла Ельжбеті Вуйцік у півфіналі і завоювала бронзову медаль.
На Іграх Співдружності 2018 завоювала срібну медаль, на Іграх Співдружності 2022 — бронзову.
На Олімпійських іграх 2020 програла в першому бою Атейні Байлон (Панама).
На чемпіонаті світу 2023, здобувши перемоги над Джессікою Трібельовою (Словаччина), Атейною Байлон (Панама), Валентиною Хальзовою (Росія) та програвши Ловліні Боргохайн (Індія), завоювала срібну медаль.
На Олімпійських іграх 2024 завоювала бронзову медаль.
- В 1/8 фіналу перемогла Чітлаллі Ортіз (Мексика) — 5-0
- У чвертьфіналі перемогла Хадіжу Ель-Марді (Марокко) — 4-1
- У півфіналі програла Лі Цянь (Китай) — 0-5